# Flagler
Flagler és una població dels Estats Units a l'estat de Colorado. Segons el cens del 2000 tenia 612 habitants.

## Demografia
Segons el cens del 2000, Flagler tenia 612 habitants, 271 habitatges, i 171 famílies. La densitat de població era de 437,6 habitants per km².
Dels 271 habitatges en un 29,9% hi vivien nens de menys de 18 anys, en un 50,9% hi vivien parelles casades, en un 9,2% dones solteres, i en un 36,9% no eren unitats familiars. En el 35,1% dels habitatges hi vivien persones soles el 17,3% de les quals corresponia a persones de 65 anys o més que vivien soles. El nombre mitjà de persones vivint en cada habitatge era de 2,23 i el nombre mitjà de persones que vivien en cada família era de 2,88.
Per edats la població es repartia de la següent manera: un 25,8% tenia menys de 18 anys, un 5,7% entre 18 i 24, un 23,2% entre 25 i 44, un 23,4% de 45 a 60 i un 21,9% 65 anys o més.
L'edat mediana era de 42 anys. Per cada 100 dones de 18 o més anys hi havia 83,1 homes.
La renda mediana per habitatge era de 28.523 $ i la renda mediana per família de 43.542 $. Els homes tenien una renda mediana de 29.821 $ mentre que les dones 19.500 $. La renda per capita de la població era de 16.770 $. Entorn del 4,3% de les famílies i el 8,1% de la població estaven per davall del llindar de pobresa.

## Poblacions més properes
El següent diagrama mostra les poblacions més properes.